# Dominique Farrugia
Dominique Farrugia (Vichy, 2 settembre 1962) è un regista, attore e produttore cinematografico francese.

## Biografia
Farrugia debutta alla regia con il film del 1996 Delphine 1 – Yvan 0. Seguono Trafic d'influence (1999), La stratégie de l'échec (2001) e L'amore per caso (2010). Nel 2015 dirige la commedia Bis, con Franck Dubosc. Nel 2017, Farrugia dirige il film Separati ma non troppo (Sous le même toit) con Gilles Lellouche e Louise Bourgoin, che gli è valso il Premio Speciale della Giuria all'Alpe d'Huez Film Festival.

## Filmografia

### Regista
- Delphine 1 - Yvan 0 (1996)
- Trafic d'influence (1999)
- La Stratégie de l'échec (2001)
- L'amore, per caso (2010) (codiretto con Arnaud Lemort)
- Le Marquis (2011)
- Bis - Ritorno al passato (2015)
- Separati ma non troppo (2017)

## Opere
- (FR) Dominique Farrugia, La Stratégie de l'échec, Michel Laffont édition, 2000, ISBN 978-2840985853.
- (FR) Dominique Farrugia, Elle ne m'a jamais quitté, Robert Laffont/Versilio, 7 ottobre 2021, ISBN 978-2221251959.